# Просечье
Просечье — село в Александро-Невском районе Рязанской области, административный центр Просеченского сельского поселения.

## Географическое положение
Село расположено в 13 км на восток от райцентра посёлка Александро-Невский.

## История
Просечье в качестве села с церковью великого Чудотворца Николая упоминается в Ряжских окладных книгах 1676 года. Вместо упоминаемой в XVII столетии деревянной церкви, разобранной в 1782 году, на новом кладбище построена была новая деревянная церковь во имя того же св. Николая, при которой приделы в честь преподобного Сергия Радонежского и св. Петра, Митрополита Московского, были окончены и освящены в 1784 году. В 1801 году настоящая Никольская церковь была возобновлена. В 1852 году помещиком Аничковым близ церкви построена деревянная богадельня. В 1877 году помещиком Волашиным построена на кладбище каменная усыпальница.
Школа, основанная помещиком Владимиром Васильевичем Валашиным, существовала с 1871 года.
В XIX — начале XX века село являлось центром Просеченской волости Раненбургского уезда Рязанской губернии. В 1906 году в селе было 273 двора.
С 1929 года село являлось центром Просеченского сельсовета Новодеревенского района Рязанского округа Московской области, с 1937 года — в составе Рязанской области, с 2005 года — центр Просеченского сельского поселения.

## Население
| 1859 | 1897  | 1906  | 2010 | 2023 |
| ---- | ----- | ----- | ---- | ---- |
| 1500 | ↗1832 | ↗1970 | ↘344 | ↘298 |

## Инфраструктура
В селе имеются Просеченская средняя общеобразовательная школа, фельдшерско-акушерский пункт, отделение почтовой связи.